# Tsetseng
Tsetseng – wieś w Botswanie w dystrykcie Kweneng. Według spisu ludności z 2011 roku wieś liczyła 397 mieszkańców.